# Volvo XC60
Der Volvo XC60 ist ein Pkw-Modell des schwedischen Automobilherstellers Volvo. Hergestellt wurde das Modell von 2008 bis 2017 nur im belgischen Werk der Volvo Cars Gent N. V. Die zweite Generation ist seit 2017 auf dem Markt.

## 1. Generation Y20 (2008–2017)

### Geschichte
Die erste Generation des XC60 basiert auf der EUCD-Plattform, die auch vom V70/XC70, S60/V60, S80 genutzt wird. Beim XC60 handelt es sich um ein kompaktes Sport Utility Vehicle, das technische Komponenten und beispielsweise die Bergabfahrhilfe HDC (Hill Descend Control) aus dem verwandten Land Rover Freelander übernimmt. Der im Vorfeld als XC50 entwickelte Wagen kam am 22. November 2008 auf den Markt, nachdem 2007 auf der Detroit Motor Show eine seriennahe Studie vorgestellt worden war. Der XC60 wird aktuell (2024) im Volvo-Werk in Göteborg/Torslanda gefertigt.
Den XC60 bezeichnet Volvo selbst als eine Kombination aus Coupé und SUV und will sich mit dem neuen Design von der kantigen Gestaltung der bisherigen Modelle abwenden. Zur neuen Designlinie gehören beispielsweise größere und damit auffälligere Logos und rundlichere Formen.
Volvo führt mit dem XC60 serienmäßig die neue City-Safety-Technologie ein, welche Auffahrunfälle bei niedrigen Geschwindigkeiten vermeiden soll. Das lasergestützte System ist bis zu einer Geschwindigkeit von 30 km/h aktiv und bereitet eine Bremsung vor, wenn sich sechs bis acht Meter vor dem Wagen ein Hindernis befindet. Wenn keine Reaktion des Fahrers erfolgt (Betätigung des Bremspedals), wird automatisch eine Notbremsung durchgeführt. Bis zu einer Differenzgeschwindigkeit von 15 km/h können so Auffahrunfälle völlig verhindert werden; darüber wird zumindest die Aufprallgeschwindigkeit minimiert.

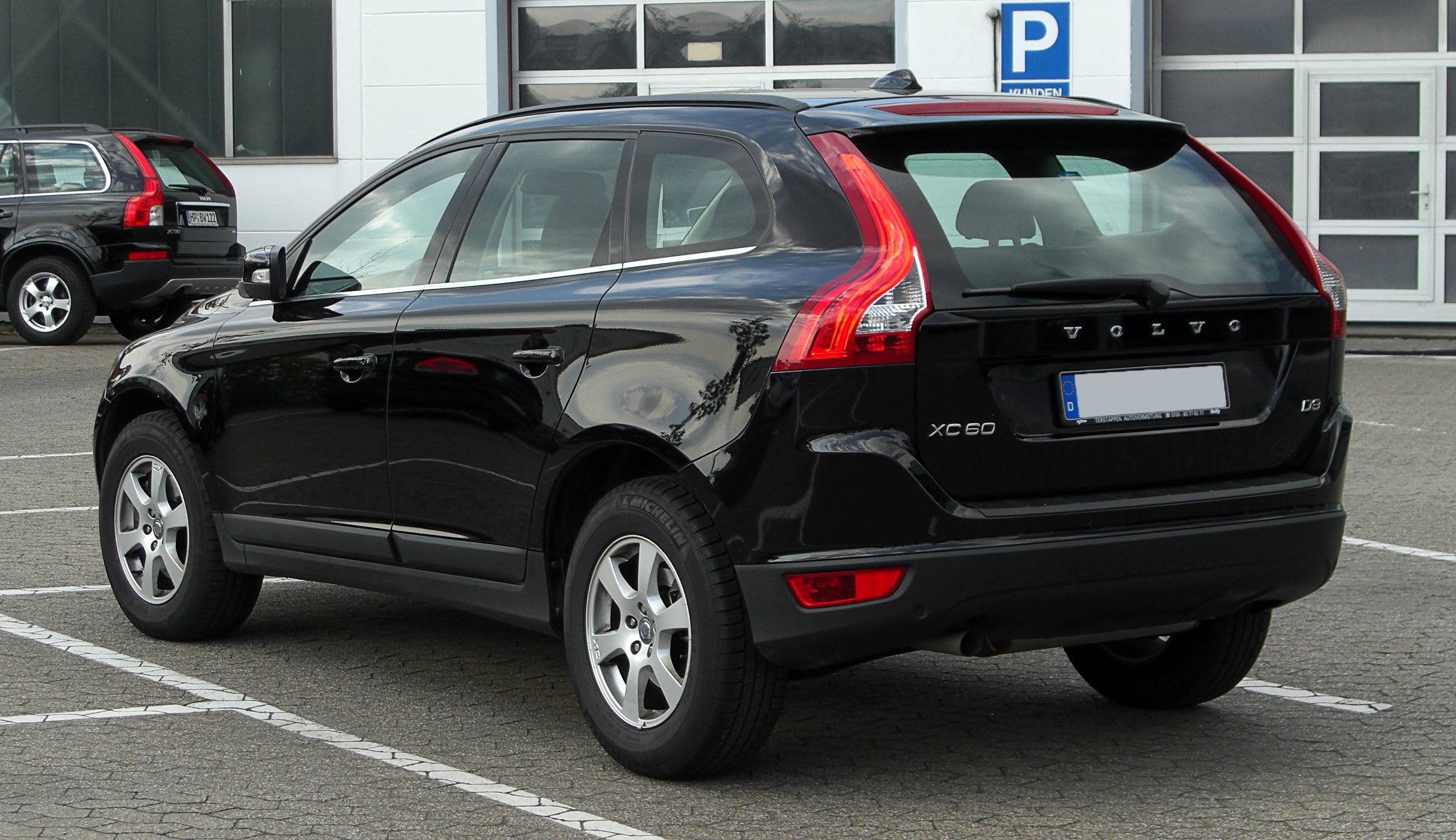
Heckansicht
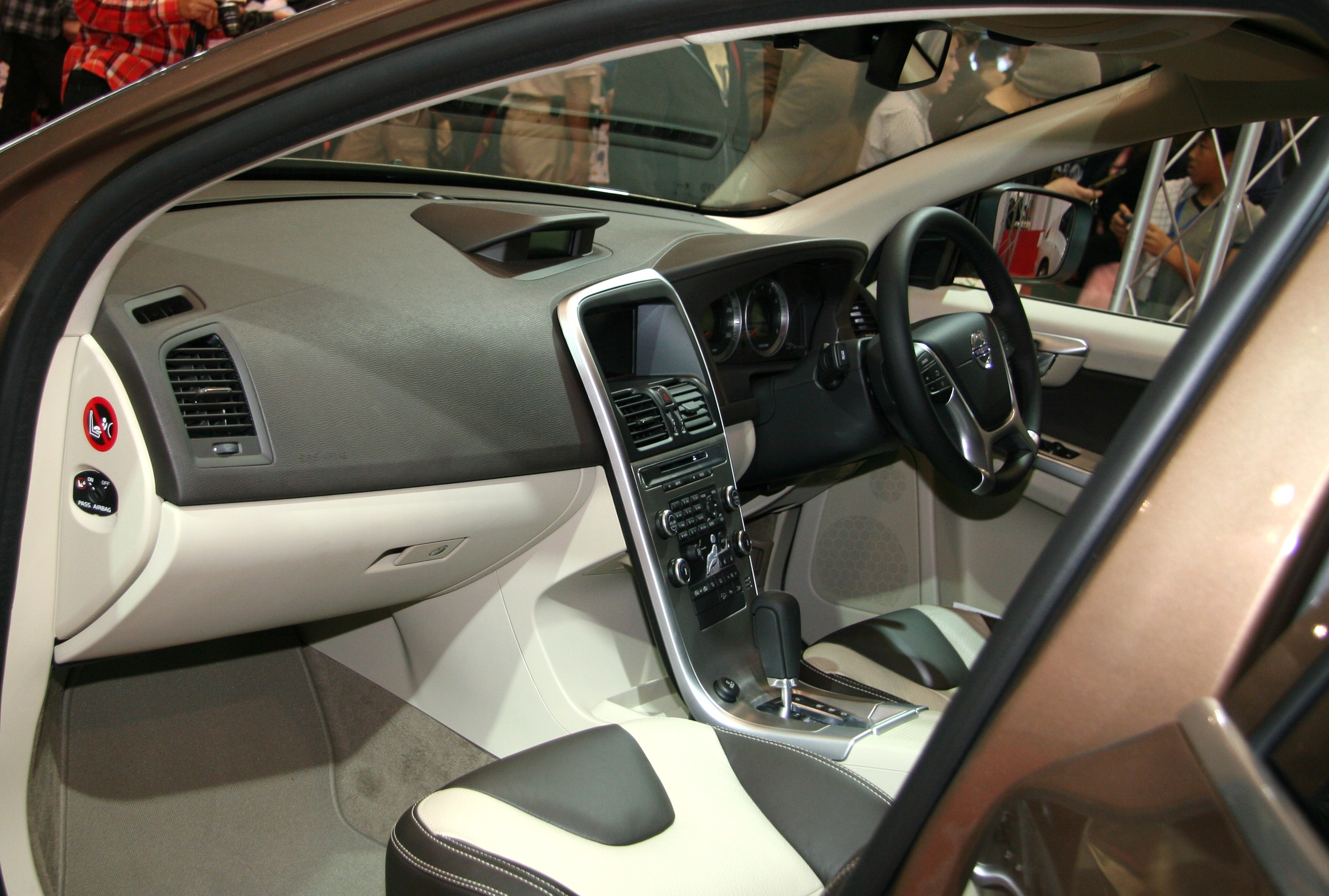
Innenraum

### Modellpflege
Mitte 2013 wurde dem XC60 eine Modellpflege zuteil, bei der Volvo die Scheinwerfer änderte, die nun zu einer Einheit gefasst sind. Die Chrom-Umrandung des Kühlergrills, der ebenfalls geändert worden ist, entfällt. Außerdem wurde das Design der Frontschürze sowie das der Seitenspiegel geändert, die nun über LED-Blinker verfügen.

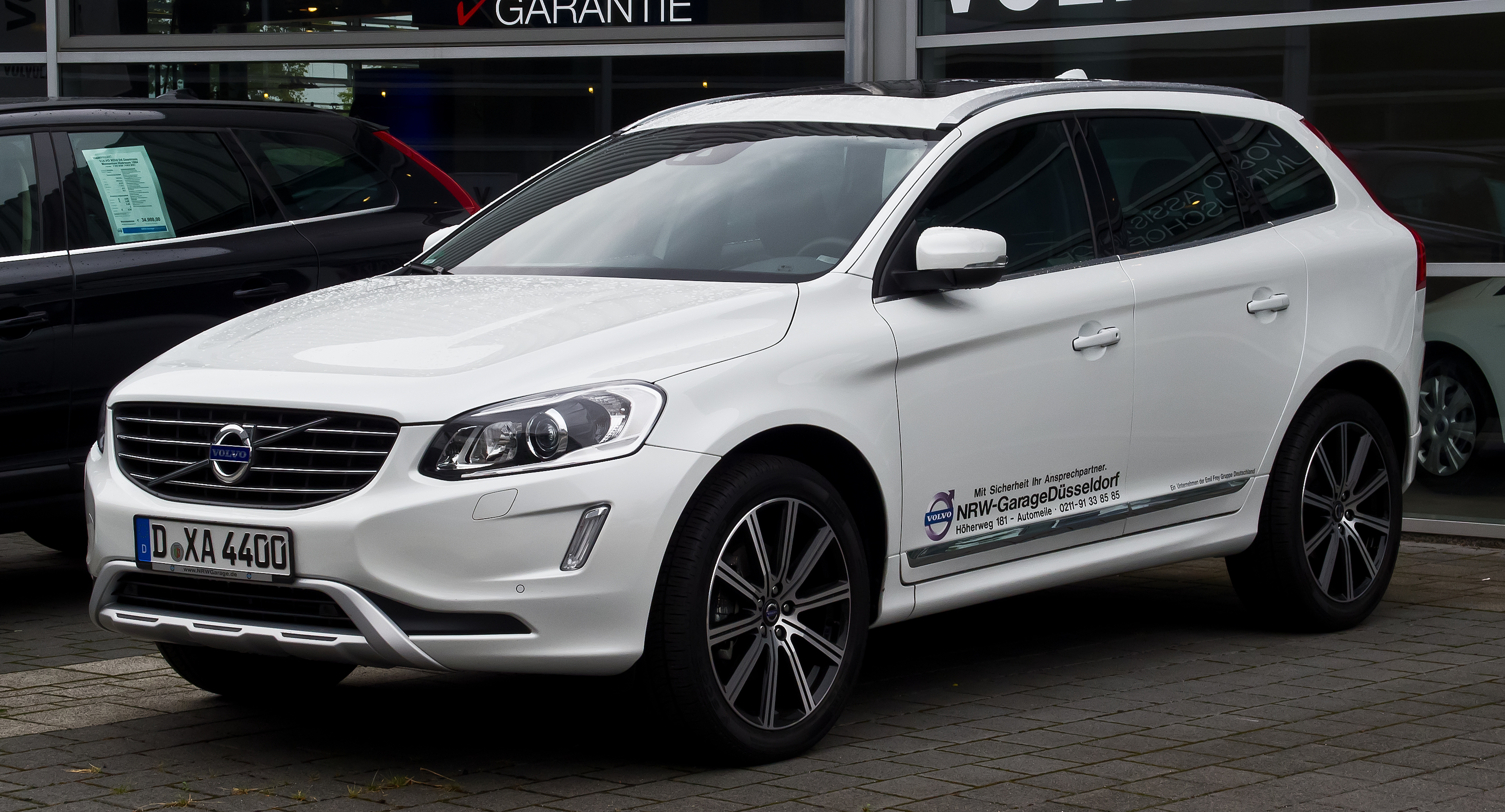
Volvo XC60 (2013–2017)
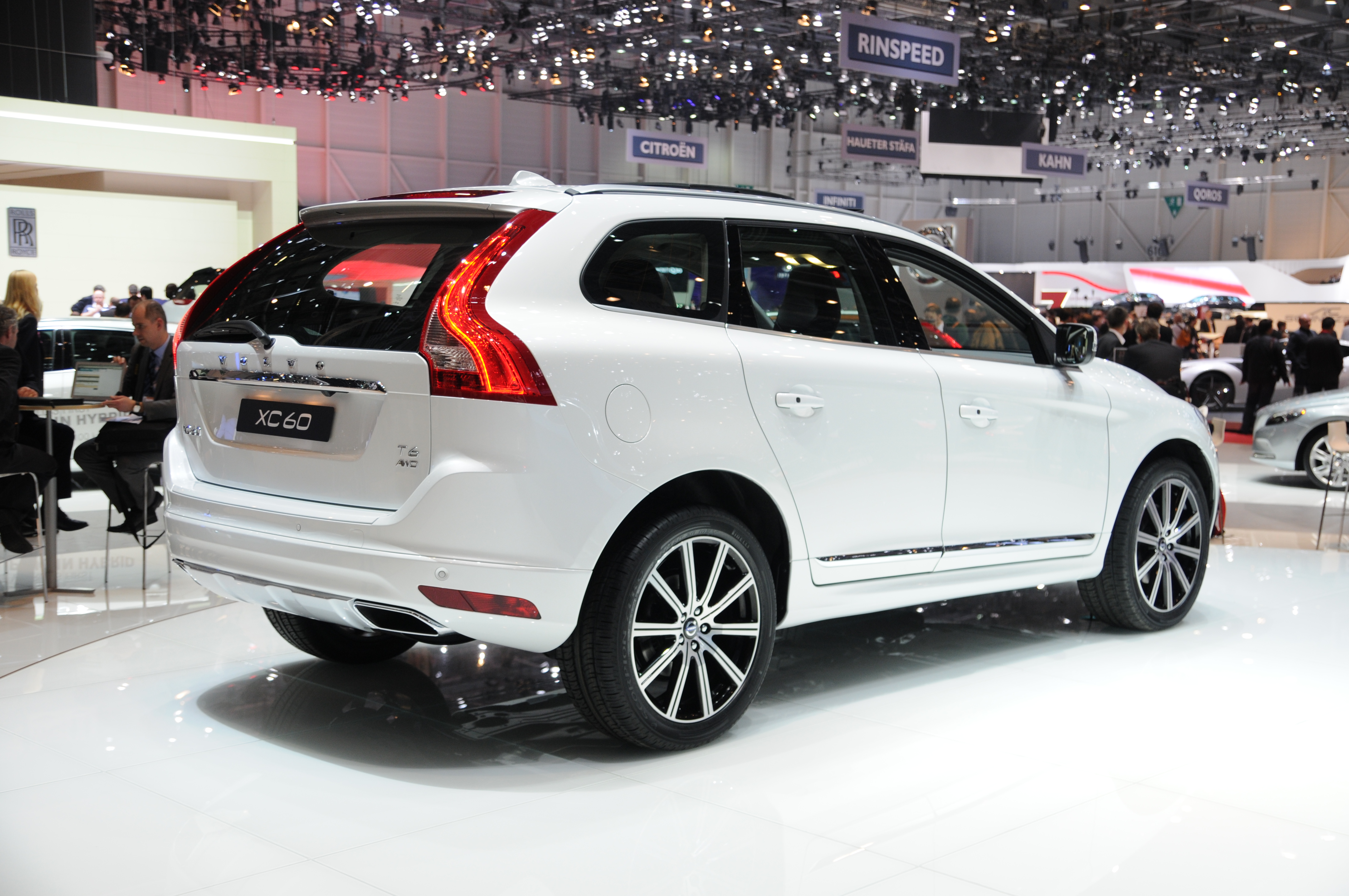
Heckansicht

### Technische Daten

#### Ottomotoren
|                                              | 2.0T                                   | T5                                     | T5                                     | 3.2 AWD                                 | 3.2 AWD                                 | T6 AWD                                  | T6 AWD                                  | T6                                     | T6 |
| -------------------------------------------- | -------------------------------------- | -------------------------------------- | -------------------------------------- | --------------------------------------- | --------------------------------------- | --------------------------------------- | --------------------------------------- | -------------------------------------- | -- |
| Bauzeitraum:                                 | 03/2010–05/2011                        | 09/2010–11/2013                        | 11/2013–07/2017                        | 2009–2010                               | 09/2010–04/2012                         | 2008–2010                               | 03/2010–03/2015                         | 11/2014–07/2017                        |    |
| Motortyp:                                    | Vierzylinder-Ottomotor in Reihenbauart | Vierzylinder-Ottomotor in Reihenbauart | Vierzylinder-Ottomotor in Reihenbauart | Sechszylinder-Ottomotor in Reihenbauart | Sechszylinder-Ottomotor in Reihenbauart | Sechszylinder-Ottomotor in Reihenbauart | Sechszylinder-Ottomotor in Reihenbauart | Vierzylinder-Ottomotor in Reihenbauart |    |
| Motoraufladung:                              | Turbolader                             | Turbolader                             | Turbolader                             | —                                       | —                                       | Twin-Scroll-Turbo                       | Twin-Scroll-Turbo                       | Turbolader + Kompressor                |    |
| Hubraum:                                     | 1999 cm³                               | 1999 cm³                               | 1969 cm³                               | 3192 cm³                                | 3192 cm³                                | 2953 cm³                                | 2953 cm³                                | 1969 cm³                               |    |
| max. Leistung bei min−1:                     | 149 kW (203 PS)/6000                   | 177 kW (240 PS)/5500                   | 180 kW (245 PS)/5500                   | 175 kW (238 PS)/6200                    | 179 kW (243 PS)/6400                    | 210 kW (285 PS)/5600                    | 224 kW (304 PS)/5600                    | 225 kW (306 PS)/5700                   |    |
| max. Drehmoment bei min−1:                   | 300 Nm/1750–4000                       | 340 Nm/1800–5000                       | 350 Nm/1500–4800                       | 320 Nm/3200                             | 320 Nm/3200                             | 400 Nm/1500–4800                        | 440 Nm/1500–4800 (440 Nm/2100–4200)*    | 400 Nm/2100–4500                       |    |
| Antriebsart, serienmäßig:                    | Vorderradantrieb                       | Vorderradantrieb                       | Vorderradantrieb                       | Allradantrieb                           | Allradantrieb                           | Allradantrieb                           | Allradantrieb                           | Allradantrieb                          |    |
| Getriebeart, serienmäßig:                    | 6-Gang-Powershift                      | 6-Gang-Powershift                      | 8-Gang-Automatik (Geartronic)          | 6-Gang-Automatik (Geartronic)           | 6-Gang-Automatik (Geartronic)           | 6-Gang-Automatik (Geartronic)           | 6-Gang-Automatik (Geartronic)           | 8-Gang-Automatik (Geartronic)          |    |
| Getriebeart, optional:                       | —                                      | —                                      | —                                      | —                                       | —                                       | —                                       | —                                       | —                                      |    |
| Leergewicht:                                 | 1833 kg                                | 1830 kg                                | 1833 kg                                | 1815 kg                                 | 1930 kg                                 | 1874 kg                                 | 1961 kg                                 | 1834 kg                                |    |
| maximale Zuladung:                           | 437 kg                                 | 427 kg                                 | 497 kg                                 | 615 kg                                  | 489 kg                                  | 592 kg                                  | 479 kg                                  | 671 kg                                 |    |
| Beschleunigung, 0–100 km/h:                  | 8,9 s                                  | 8,1 s                                  | 7,2 s                                  | 9,1 s                                   | 9,3 s                                   | 7,5 s                                   | 7,3 s                                   | 6,9 s                                  |    |
| Höchstgeschwindigkeit:                       | 205 km/h                               | 210 km/h                               | 210 km/h                               | 210 km/h                                | 210 km/h                                | 210 km/h                                | 210 km/h                                | 210 km/h                               |    |
| Kraftstoffverbrauch auf 100 km (kombiniert): | 8,5 l Super                            | 8,5 l Super                            | 6,7 l Super                            | 11,2 l Super                            | 9,9 l Super                             | 11,7 l Super                            | 10,7 l Super                            | 7,3 l Super                            |    |
| CO2-Emission, kombiniert:                    | 198 g/km                               | 198 g/km                               | 156 g/km                               | 267 g/km                                | 229 g/km                                | 274 g/km                                | 249 g/km                                | 169 g/km                               |    |
| Abgasnorm nach EU-Klassifikation:            | Euro 5                                 | Euro 5                                 | Euro 6                                 | Euro 4                                  | Euro 5                                  | Euro 5                                  | Euro 5                                  | Euro 6                                 |    |

- seit Oktober 2010

#### Dieselmotoren
| | D3                       | D3                       | DRIVe                    | D3/D4 1                  | D3 AWD/D4 AWD                            | 2.4D AWD                 | 2.4D DRIVe               | D4                       | D4                       | D4 AWD                   | D4 AWD                   | D5 AWD                   | D5 AWD                               | D5 AWD                              | D5 AWD                              |
| --- | ------------------------ | ------------------------ | ------------------------ | ------------------------ | ---------------------------------------- | ------------------------ | ------------------------ | ------------------------ | ------------------------ | ------------------------ | ------------------------ | ------------------------ | ------------------------------------ | ----------------------------------- | ----------------------------------- |
| Bauzeitraum: | 03/2015–07/2017          | 05/2012–03/2015          | 03/2010–05/2012          | 03/2010–11/2013          | 03/2010–11/2013                          | 2008–2010                | 2009–2010                | 11/2013–03/2015          | 03/2015–07/2017          | 11/2013–03/2015          | 03/2015–07/2017          | 2008–2009                | 2009–05/2011                         | 06/2011–03/2015                     | 03/2015–07/2017                     |
| Motorart: | Dieselmotor              | Dieselmotor              | Dieselmotor              | Dieselmotor              | Dieselmotor                              | Dieselmotor              | Dieselmotor              | Dieselmotor              | Dieselmotor              | Dieselmotor              | Dieselmotor              | Dieselmotor              | Dieselmotor                          | Dieselmotor                         | Dieselmotor                         |
| Motorbauart: | Vierzylinder-Reihenmotor | Fünfzylinder-Reihenmotor | Fünfzylinder-Reihenmotor | Fünfzylinder-Reihenmotor | Fünfzylinder-Reihenmotor                 | Fünfzylinder-Reihenmotor | Fünfzylinder-Reihenmotor | Vierzylinder-Reihenmotor | Vierzylinder-Reihenmotor | Fünfzylinder-Reihenmotor | Fünfzylinder-Reihenmotor | Fünfzylinder-Reihenmotor | Fünfzylinder-Reihenmotor             | Fünfzylinder-Reihenmotor            | Fünfzylinder-Reihenmotor            |
| Gemischaufbereitung:                                                                                              | Common-Rail-Einspritzung | Common-Rail-Einspritzung | Common-Rail-Einspritzung | Common-Rail-Einspritzung | Common-Rail-Einspritzung                 | Common-Rail-Einspritzung | Common-Rail-Einspritzung | Common-Rail-Einspritzung | Common-Rail-Einspritzung | Common-Rail-Einspritzung | Common-Rail-Einspritzung | Common-Rail-Einspritzung | Common-Rail-Einspritzung             | Common-Rail-Einspritzung            | Common-Rail-Einspritzung            |
| Motoraufladung:                                                                                                   | Turbolader               | Turbolader               | Turbolader               | Turbolader               | Turbolader                               | Turbolader               | Turbolader               | Bi-Turbolader            | Bi-Turbolader            | Turbolader               | Turbolader               | Turbolader               | Turbolader                           | Bi-Turbolader                       | Bi-Turbolader                       |
| Hubraum: | 1969 cm³                 | 1984 cm³                 | 1984 cm³                 | 1984 cm³                 | 2400 cm³                                 | 2400 cm³                 | 2400 cm³                 | 1969 cm³                 | 1969 cm³                 | 2400 cm³                 | 2400 cm³                 | 2400 cm³                 | 2400 cm³                             | 2400 cm³                            | 2400 cm³                            |
| max. Leistung bei min−1:                                                                                          | 110 kW (150 PS)/4250     | 100 kW (136 PS)/3500     | 120 kW (163 PS)/2900     | 120 kW (163 PS)/2900     | 120 kW (163 PS)/4000                     | 120 kW (163 PS)/4000     | 129 kW (175 PS)/3000     | 133 kW (181 PS)/4250     | 140 kW (190 PS)/4250     | 133 kW (181 PS)/4000     | 140 kW (190 PS)/4250     | 136 kW (185 PS)/4000     | 151 kW (205 PS)/4000                 | 158 kW (215 PS)/4000                | 162 kW (220 PS)/4000                |
| max. Drehmoment bei min−1:                                                                                        | 350 Nm/1500–2500         | 350 Nm/1500–2250         | 400 Nm/1400–2850         | 400 Nm/1400–2850         | 420 Nm/1500–2500                         | 340 Nm/1750–2750         | 420 Nm/1750–2750         | 400 Nm/1750–2500         | 400 Nm/1750–2500         | 420 Nm/1500–2500         | 420 Nm/1500–3000         | 400 Nm/2000–2750         | 420 Nm/1500–3250                     | 420 Nm/1500–3250 (440 Nm/1500–3000) | 420 Nm/1500–3500 (440 Nm/1500–3000) |
| Antriebsart, serienmäßig:                                                                                         | Vorderradantrieb         | Vorderradantrieb         | Vorderradantrieb         | Vorderradantrieb         | Allradantrieb                            | Allradantrieb            | Vorderradantrieb         | Vorderradantrieb         | Vorderradantrieb         | Allradantrieb            | Allradantrieb            | Allradantrieb            | Allradantrieb                        | Allradantrieb                       | Allradantrieb                       |
| Getriebeart, serienmäßig:                                                                                         | 6-Gang-Handschaltung     | 6-Gang-Handschaltung     | 6-Gang-Handschaltung     | 6-Gang-Automatik         | 6-Gang-Handschaltung                     | 6-Gang-Handschaltung     | 6-Gang-Handschaltung     | 6-Gang-Handschaltung     | 6-Gang-Handschaltung     | 6-Gang-Handschaltung     | 6-Gang-Handschaltung     | 6-Gang-Handschaltung     | 6-Gang-Handschaltung                 | 6-Gang-Handschaltung                | 6-Gang-Handschaltung                |
| Getriebeart, optional:                                                                                            | 8-Gang-Automatik         | 6-Gang-Automatik         | —                        | —                        | 6-Gang-Automatik                         | 6-Gang-Automatik         | —                        | 8-Gang-Automatik         | 8-Gang-Automatik         | 6-Gang-Automatik         | 6-Gang-Automatik         | 6-Gang-Automatik         | 6-Gang-Automatik                     | 6-Gang-Automatik                    | 6-Gang-Automatik                    |
| Leergewicht: | 1809 kg                  | 1847 kg                  | 1847 kg                  | 1871 kg                  | 1921 kg                                  | 1790–1808 kg             | 1718–1742 kg             | 1854 kg                  | 1854 (1865) kg           | 1886 kg                  | 1873 (1908) kg           | 1801 kg                  | 1793–1811 kg                         | 1921 kg                             | 1880 (1906) kg                      |
| maximale Zuladung:                                                                                                | 676 kg                   | 658 kg                   | 660 kg                   | 636 kg                   | 584 kg                                   | 697–715 kg               | 763–787 kg               | 446 kg                   | 631 (640) kg             | 419 kg                   | 632 (597) kg             | 704 kg                   | 694–712 kg                           | 584 kg                              | 625 (599) kg                        |
| Beschleunigung, 0–100 km/h:                                                                                       | 10,0 s                   | 11,2 s (11,2 s)          | 10,3 s                   | 10,3 s                   | 10,5 s (10,9 s)                          | 10,5 s (10,9 s)          | 9,8 s (10,2 s)           | 8,5 s                    | 8,1 s (8,1 s)            | 9,8 s (10,2 s)           | 9,6 s (9,7 s)            | 9,5 s                    | 8,5 s (8,9 s)                        | 8,1 s (8,3 s)                       | 8,1 s (8,2 s)                       |
| Höchstgeschwindigkeit:                                                                                            | 190 (190) km/h           | 190 (185) km/h           | 200 km/h                 | 195 km/h                 | 195 (190) km/h                           | 205 (200) km/h           | 205 km/h                 | 210 km/h                 | 210 (210) km/h           | 200 (195) km/h           | 205 (200) km/h           | 205 km/h                 | 210 (205) km/h                       | 210 (205) km/h                      | 210 (210) km/h                      |
| Kraftstoffverbrauch auf 100 km (kombiniert):                                                                      | 4,5 l (4,7 l) Diesel     | 5,7 l (6,8 l) Diesel     | 5,7 l Diesel             | 6,8 l Diesel             | 6,6 l (7,0 l) Diesel [5,6–6,8 l ] Diesel | 6,9 l (7,5 l) Diesel     | 6,0 l (6,9 l) Diesel     | 4,5 l (4,7 l) Diesel     | 4,5 l (4,7 l) Diesel     | 5,3 l (6,4 l) Diesel     | 5,2 l (5,7 l) Diesel     | 7,5 l Diesel             | 6,9–7,5 l Diesel [6,6–7,0 l ] Diesel | 5,7 l (6,8 l ) Diesel               | 5,2 l (5,7 l ) Diesel               |
| CO2-Emission, kombiniert:                                                                                         | 117 (124) g/km           | 149 (178) g/km           | 149 g/km                 | 178 g/km                 | 174 (184) g/km [149–179 g/km]            | 183 (199 )g/km           | 159 (183) g/km           | 117 g/km (124 g/km)      | 117 (124 g/km)           | 139 g/km (169 g/km)      | 137 g/km (149 g/km)      | 199 g/km                 | 183–199 g/km [174–184 g/km]          | 149 g/km (179 g/km)                 | 137 g/km (149 g/km)                 |
| Abgasnorm nach EU-Klassifikation:                                                                                 | Euro 6                   | Euro 5                   | Euro 5                   | Euro 5                   | Euro 5                                   | Euro 4                   | Euro 4                   | Euro 6                   | Euro 6                   | Euro 5                   | Euro 6                   | Euro 4                   | Euro 4 [Euro 5]                      | Euro 5                              | Euro 6                              |
| Werte in eckigen Klammern gelten für Motoren des Modelljahrs 2011 Werte in runden Klammern mit Automatikgetriebe. |                          |                          |                          |                          |                                          |                          |                          |                          |                          |                          |                          |                          |                                      |                                     |                                     |

#### Kofferraumvolumen
Das Kofferraumvolumen nach ECIE beträgt 495 Liter, bzw. 1455 Liter variabel.

## 2. Generation SPA (seit 2017)
| Sterne im Euro-NCAP-Crashtest (2017) | 5 Sterne im Euro-NCAP-Crashtest |

Die zweite Generation des XC60 präsentierte Volvo im März 2017 auf dem 87. Genfer Auto-Salon. Sie kam am 15. Juli 2017 zu Preisen ab 48.050 Euro zu den Händlern. Antriebsseitig kommen vorerst die gleichen Motoren zum Einsatz wie im größeren XC90. Der neue XC60 ist mit Allradantrieb und 8-Gang-Automatikgetriebe erhältlich, in den leistungsschwächeren Versionen aber auch mit Vorderradantrieb und Schaltgetriebe. Überarbeitete Versionen des XC60 wurden im März 2021 und im Februar 2025 vorgestellt.
Leistungsgesteigerte „Polestar“-Versionen sind seit Dezember 2018 gegen Aufpreis verfügbar.

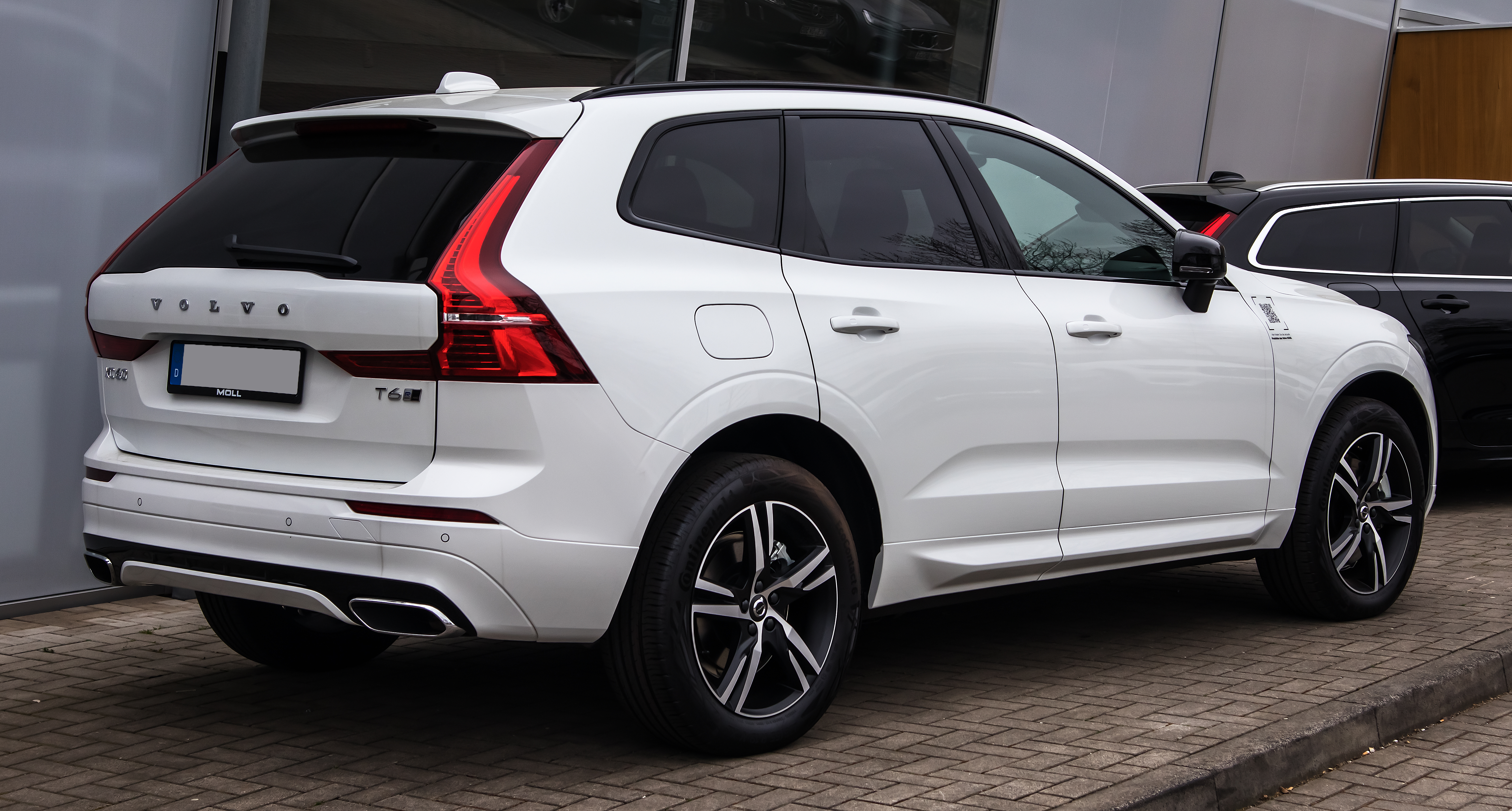
Heckansicht
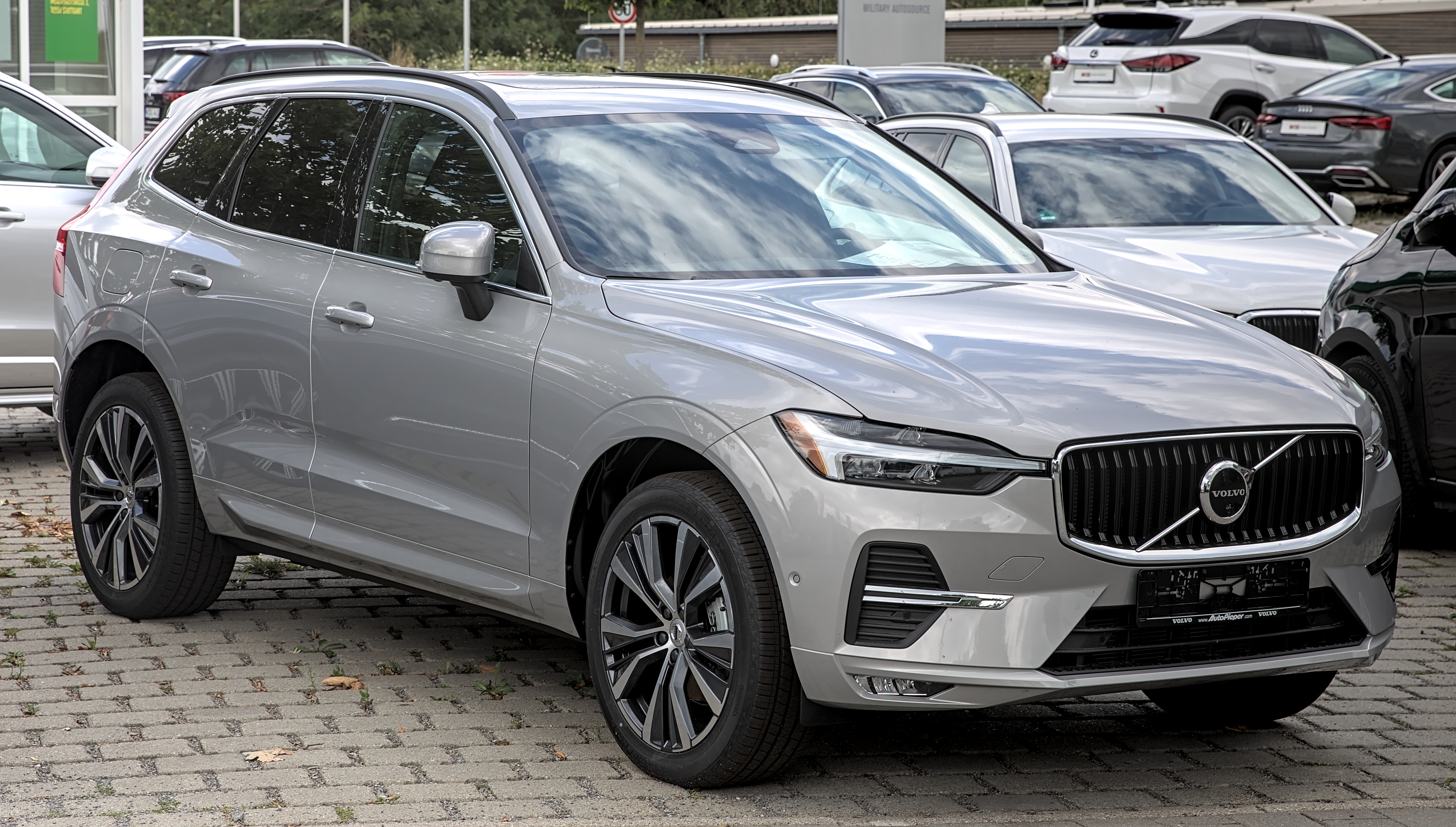
Volvo XC60 (2021–2025)
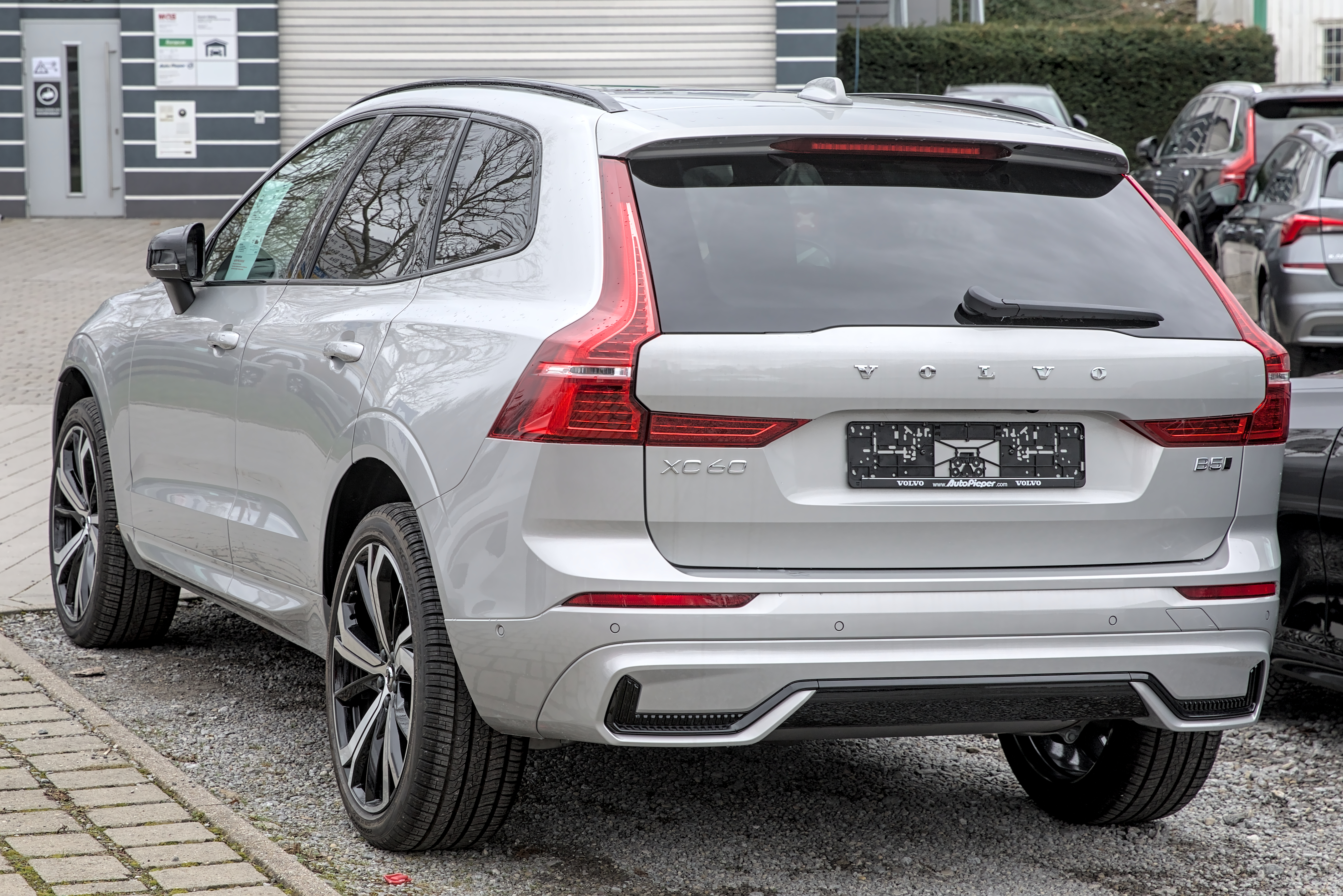
Heckansicht

### Technische Daten

#### Ottomotoren
|                                                                   | T4                           | B4 Mild-Hybrid                    | T4 Polestar Performance      | B5 Mild-Hybrid                    | B5 Mild-Hybrid AWD                | T5                                 | T5 AWD                             | T5 Polestar Performance      | T5 AWD Polestar Performance  | T5 AWD                       | B6 Mild-Hybrid AWD           | T6 AWD                             | T6 AWD                       | T6 AWD Polestar Performance  | T6 Recharge AWD                                  | T6 Recharge AWD                                  | T8 TWIN ENGINE AWD                               | T8 TWIN ENGINE AWD Polestar Performance      | T8 TWIN ENGINE AWD                               | T8 Recharge AWD                                  |
| ----------------------------------------------------------------- | ---------------------------- | --------------------------------- | ---------------------------- | --------------------------------- | --------------------------------- | ---------------------------------- | ---------------------------------- | ---------------------------- | ---------------------------- | ---------------------------- | ---------------------------- | ---------------------------------- | ---------------------------- | ---------------------------- | ------------------------------------------------ | ------------------------------------------------ | ------------------------------------------------ | -------------------------------------------- | ------------------------------------------------ | ------------------------------------------------ |
| Bauzeitraum:                                                      | 12/2018–03/2020              | 03/2020–09/2023                   | 03/2019–03/2020              | 08/2019–11/2021                   | seit 08/2019                      | 10/2017–08/2019                    | 10/2017–08/2019                    | 12/2018–08/2019              | 12/2018–08/2019              | 07/2017–10/2017              | 08/2019–11/2021              | 10/2017–08/2019                    | 07/2017–10/2017              | 12/2018–08/2019              | 03/2020–09/2021                                  | seit 09/2021                                     | 02/2018–09/2021                                  | 12/2018–09/2021                              | 07/2017–02/2018                                  | seit 09/2021                                     |
| Motorart:                                                         | Ottomotor                    | Ottomotor                         | Ottomotor                    | Ottomotor                         | Ottomotor                         | Ottomotor                          | Ottomotor                          | Ottomotor                    | Ottomotor                    | Ottomotor                    | Ottomotor                    | Ottomotor                          | Ottomotor                    | Ottomotor                    | Ottomotor + Elektromotor (Plug-in-Hybrid)        | Ottomotor + Elektromotor (Plug-in-Hybrid)        | Ottomotor + Elektromotor (Plug-in-Hybrid)        | Ottomotor + Elektromotor (Plug-in-Hybrid)    | Ottomotor + Elektromotor (Plug-in-Hybrid)        | Ottomotor + Elektromotor (Plug-in-Hybrid)        |
| Motorbauart:                                                      | Vierzylinder-Reihenmotor     | Vierzylinder-Reihenmotor          | Vierzylinder-Reihenmotor     | Vierzylinder-Reihenmotor          | Vierzylinder-Reihenmotor          | Vierzylinder-Reihenmotor           | Vierzylinder-Reihenmotor           | Vierzylinder-Reihenmotor     | Vierzylinder-Reihenmotor     | Vierzylinder-Reihenmotor     | Vierzylinder-Reihenmotor     | Vierzylinder-Reihenmotor           | Vierzylinder-Reihenmotor     | Vierzylinder-Reihenmotor     | Vierzylinder-Reihenmotor                         | Vierzylinder-Reihenmotor                         | Vierzylinder-Reihenmotor                         | Vierzylinder-Reihenmotor                     | Vierzylinder-Reihenmotor                         | Vierzylinder-Reihenmotor                         |
| Gemischaufbereitung:                                              | Benzindirekteinspritzung     | Benzindirekteinspritzung          | Benzindirekteinspritzung     | Benzindirekteinspritzung          | Benzindirekteinspritzung          | Benzindirekteinspritzung           | Benzindirekteinspritzung           | Benzindirekteinspritzung     | Benzindirekteinspritzung     | Benzindirekteinspritzung     | Benzindirekteinspritzung     | Benzindirekteinspritzung           | Benzindirekteinspritzung     | Benzindirekteinspritzung     | Benzindirekteinspritzung                         | Benzindirekteinspritzung                         | Benzindirekteinspritzung                         | Benzindirekteinspritzung                     | Benzindirekteinspritzung                         | Benzindirekteinspritzung                         |
| Motoraufladung:                                                   | Turbolader                   | Turbolader                        | Turbolader                   | Turbolader                        | Turbolader                        | Turbolader                         | Turbolader                         | Turbolader                   | Turbolader                   | Turbolader                   | Turbolader                   | Turbolader                         | Turbolader und Kompressor    | Turbolader und Kompressor    | Turbolader und Kompressor                        | Turbolader und Kompressor                        | Turbolader und Kompressor                        | Turbolader und Kompressor                    | Turbolader und Kompressor                        | Turbolader und Kompressor                        |
| Hubraum:                                                          | 1969 cm³                     | 1969 cm³                          | 1969 cm³                     | 1969 cm³                          | 1969 cm³                          | 1969 cm³                           | 1969 cm³                           | 1969 cm³                     | 1969 cm³                     | 1969 cm³                     | 1969 cm³                     | 1969 cm³                           | 1969 cm³                     | 1969 cm³                     | 1969 cm³                                         | 1969 cm³                                         | 1969 cm³                                         | 1969 cm³                                     | 1969 cm³                                         | 1969 cm³                                         |
| Verdichtungsverhältnis:                                           | 10,8 : 1                     | 10,8 : 1                          | 10,8 : 1                     | 10,8 : 1                          | 10,8 : 1                          | 10,8 : 1                           | 10,8 : 1                           | 10,8 : 1                     | 10,8 : 1                     | 10,8 : 1                     | 10,8 : 1                     | 10,8 : 1                           | 10,3 : 1                     | 10,3 : 1                     | 10,3 : 1                                         | 10,3 : 1                                         | 10,3 : 1                                         | 10,3 : 1                                     | 10,3 : 1                                         | 10,3 : 1                                         |
| max. Leistung bei min−1:                                          | 140 kW (190 PS) bei 5000/min | 145 kW (197 PS) bei 4800–5400/min | 155 kW (210 PS) bei 5000/min | 184 kW (250 PS) bei 5400–5700/min | 184 kW (250 PS) bei 5400–5700/min | 184 kW (250 PS) bei 5500/min       | 184 kW (250 PS) bei 5500/min       | 186 kW (253 PS) bei 5500/min | 186 kW (253 PS) bei 5500/min | 187 kW (254 PS) bei 5500/min | 220 kW (300 PS) bei 5400/min | 228 kW (310 PS) bei 5700/min       | 235 kW (320 PS) bei 5700/min | 240 kW (326 PS) bei 5700/min | 186 kW (253 PS) bei 5500/min + 65 kW (87 PS)     | 186 kW (253 PS) bei 5500/min + 107 kW (145 PS)   | 223 kW (303 PS) bei 6000/min + 65 kW (87 PS)     | 233 kW (318 PS) bei 6000/min + 65 kW (87 PS) | 235 kW (320 PS) bei 5700/min + 65 kW (87 PS)     | 228 kW (310 PS) bei 6000/min + 107 kW (145 PS)   |
| max. Drehmoment bei min−1:                                        | 300 Nm bei 1700–4000/min     | 300 Nm bei 1500–4200/min          | 360 Nm bei 1700–4000/min     | 350 Nm bei 1800–4800/min          | 350 Nm bei 1800–4800/min          | 350 Nm bei 1800–4800/min           | 350 Nm bei 1800–4800/min           | 400 Nm bei 1800–4800/min     | 400 Nm bei 1800–4800/min     | 350 Nm bei 1500–4800/min     | 420 Nm bei 2100–4800/min     | 400 Nm bei 2200–5100/min           | 400 Nm bei 2200–5400/min     | 430 Nm bei 2200–5400/min     | 350 Nm bei 1700–5000/min + 240 Nm bei 0–3000/min | 350 Nm bei 2500–5000/min + 309 Nm bei 0–3280/min | 400 Nm bei 2200–4800/min + 240 Nm bei 0–3000/min | 440 Nm bei 4500/min + 240 Nm bei 0–3000/min  | 400 Nm bei 2200–5400/min + 240 Nm bei 0–3000/min | 400 Nm bei 3000–4800/min + 309 Nm bei 0–3280/min |
| Antriebsart, serienmäßig:                                         | Vorderradantrieb             | Vorderradantrieb                  | Vorderradantrieb             | Vorderradantrieb                  | Allradantrieb                     | Vorderradantrieb                   | Allradantrieb                      | Vorderradantrieb             | Allradantrieb                | Allradantrieb                | Allradantrieb                | Allradantrieb                      | Allradantrieb                | Allradantrieb                | Allradantrieb                                    | Allradantrieb                                    | Allradantrieb                                    | Allradantrieb                                | Allradantrieb                                    | Allradantrieb                                    |
| Getriebe, serienmäßig:                                            | 8-Gang-Geartronic            | 8-Gang-Geartronic                 | 8-Gang-Geartronic            | 8-Gang-Geartronic                 | 8-Gang-Geartronic                 | 8-Gang-Geartronic                  | 8-Gang-Geartronic                  | 8-Gang-Geartronic            | 8-Gang-Geartronic            | 8-Gang-Geartronic            | 8-Gang-Geartronic            | 8-Gang-Geartronic                  | 8-Gang-Geartronic            | 8-Gang-Geartronic            | 8-Gang-Geartronic                                | 8-Gang-Geartronic                                | 8-Gang-Geartronic                                | 8-Gang-Geartronic                            | 8-Gang-Geartronic                                | 8-Gang-Geartronic                                |
| Getriebe, optional:                                               | —                            | —                                 | —                            | —                                 | —                                 | —                                  | —                                  | —                            | —                            | —                            | —                            | —                                  | —                            | —                            | —                                                | —                                                | —                                                | —                                            | —                                                | —                                                |
| Beschleunigung, 0–100 km/h:                                       | 7,9 s                        | 8,1 s                             | 7,9 s                        | 6,9 s                             | 6,9 s                             | 6,9 s                              | 6,8 s                              | 6,9 s                        | 6,8 s                        | 6,8 s                        | 5,9 s                        | 5,9 s                              | 5,9 s                        | 5,9 s                        | 5,9 s                                            | 5,7 s                                            | 5,5 s                                            | 5,4 s                                        | 5,3 s                                            | 4,9 s                                            |
| Höchstgeschwindigkeit:                                            | 205 km/h                     | 180 km/h (elektronisch begrenzt)  | 205 km/h                     | 210 km/h 1                        | 210 km/h 1                        | 210 km/h                           | 220 km/h                           | 210 km/h                     | 220 km/h                     | 220 km/h                     | 230 km/h 1                   | 230 km/h                           | 230 km/h                     | 230 km/h                     | 180 km/h (elektronisch begrenzt)                 | 180 km/h (elektronisch begrenzt)                 | 230 km/h 1                                       | 230 km/h 1                                   | 230 km/h                                         | 180 km/h (elektronisch begrenzt)                 |
| Leergewicht:                                                      | 1927 kg                      | 1869 kg                           | 1927 kg                      | 1850 kg                           | 1911 kg                           | 1915 kg                            | 1964 kg                            | 1915 kg                      | 1964 kg                      | 2081 kg                      | 1905 kg                      | 2003 kg                            | 2162 kg                      | 2003 kg                      | 2169 kg                                          | 2156 kg                                          | 2223 kg                                          | 2223 kg                                      | 2394 kg                                          | 2150 kg                                          |
| Kraftstoffverbrauch auf 100 km (kombiniert, nach EWG-Richtlinie): | 7,1–7,3 l Super              | 6,6–6,7 l Super                   | 7,1–7,3 l Super              | 6,5–6,8 l Super                   | 7,0–7,2 l Super                   | 7,1–7,3 l Super                    | 7,3–7,7 l Super                    | 7,1–7,3 l Super              | 7,3–7,7 l Super              | 7,3 l Super                  | 7,5–7,8 l Super              | 7,5–7,8 l Super                    | 7,7 l Super                  | 7,5–7,8 l Super              | 2,0 l Super                                      | 1,1–1,2 l Super                                  | 2,3–2,4 l Super                                  | 2,3–2,4 l Super                              | 2,1 l Super                                      | 1,1–1,2 l Super                                  |
| CO2-Emission, kombiniert:                                         | 165–169 g/km                 | 149–152 g/km                      | 165–169 g/km                 | 149–156 g/km                      | 160–165 g/km                      | 165–169 g/km                       | 169–178 g/km                       | 165–169 g/km                 | 169–178 g/km                 | 167 g/km                     | 174–181 g/km                 | 174–181 g/km                       | 176 g/km                     | 174–181 g/km                 | 47 g/km                                          | 25–28 g/km                                       | 51–55 g/km                                       | 51–55 g/km                                   | 49 g/km                                          | 24–27 g/km                                       |
| Tankinhalt:                                                       | 60 l                         | 71 l                              | 60 l                         | 71 l                              | 71 l                              | 60 l                               | 60 l                               | 60 l                         | 60 l                         | 60 l                         | 71 l                         | 71 l                               | 71 l                         | 71 l                         | 70 l                                             | 71 l                                             | 71 l                                             | 71 l                                         | 50 l                                             | 71 l                                             |
| Abgasnorm nach EU-Klassifikation:                                 | Euro 6d-TEMP                 | Euro 6d                           | Euro 6d-TEMP                 | Euro 6d                           | Euro 6d (ab 04/2024: Euro 6e)     | Euro 6b (ab 02/2018: Euro 6d-TEMP) | Euro 6b (ab 02/2018: Euro 6d-TEMP) | Euro 6d-TEMP                 | Euro 6d-TEMP                 | Euro 6b                      | Euro 6d                      | Euro 6b (ab 02/2018: Euro 6d-TEMP) | Euro 6b                      | Euro 6d-TEMP                 | Euro 6d                                          | Euro 6d (ab 01/2024: Euro 6e)                    | Euro 6d-TEMP (ab 03/2020: Euro 6d-TEMP)          | Euro 6d-TEMP (ab 03/2020: Euro 6d-TEMP)      | Euro 6b                                          | Euro 6d (ab 01/2024: Euro 6e)                    |

#### Dieselmotoren
|                                                                   | D3                                                                    | D4                                                                    | D4 AWD                                                                | B4 Mild-Hybrid                                                        | B4 Mild-Hybrid AWD                                                    | D4 Polestar Performance                                               | D4 AWD Polestar Performance                                           | D5 AWD                                                                | B5 Mild-Hybrid AWD                                                    | D5 AWD Polestar Performance                                           |
| ----------------------------------------------------------------- | --------------------------------------------------------------------- | --------------------------------------------------------------------- | --------------------------------------------------------------------- | --------------------------------------------------------------------- | --------------------------------------------------------------------- | --------------------------------------------------------------------- | --------------------------------------------------------------------- | --------------------------------------------------------------------- | --------------------------------------------------------------------- | --------------------------------------------------------------------- |
| Bauzeitraum:                                                      | 02/2018–06/2020                                                       | 02/2018–06/2020                                                       | 07/2017–08/2019                                                       | 07/2020–09/2023                                                       | 08/2019–09/2023                                                       | 12/2018–06/2020                                                       | 12/2018–08/2019                                                       | 07/2017–08/2019                                                       | 08/2019–10/2022                                                       | 12/2018–03/2020                                                       |
| Motortyp:                                                         | Vierzylinder-Dieselmotor in Reihenbauart und Common-Rail-Einspritzung | Vierzylinder-Dieselmotor in Reihenbauart und Common-Rail-Einspritzung | Vierzylinder-Dieselmotor in Reihenbauart und Common-Rail-Einspritzung | Vierzylinder-Dieselmotor in Reihenbauart und Common-Rail-Einspritzung | Vierzylinder-Dieselmotor in Reihenbauart und Common-Rail-Einspritzung | Vierzylinder-Dieselmotor in Reihenbauart und Common-Rail-Einspritzung | Vierzylinder-Dieselmotor in Reihenbauart und Common-Rail-Einspritzung | Vierzylinder-Dieselmotor in Reihenbauart und Common-Rail-Einspritzung | Vierzylinder-Dieselmotor in Reihenbauart und Common-Rail-Einspritzung | Vierzylinder-Dieselmotor in Reihenbauart und Common-Rail-Einspritzung |
| Motoraufladung:                                                   | Bi-Turbolader                                                         | Bi-Turbolader                                                         | Bi-Turbolader                                                         | Bi-Turbolader                                                         | Bi-Turbolader                                                         | Bi-Turbolader                                                         | Bi-Turbolader                                                         | Bi-Turbolader mit VTG                                                 | Bi-Turbolader mit VTG                                                 | Bi-Turbolader mit VTG                                                 |
| Hubraum:                                                          | 1969 cm³                                                              | 1969 cm³                                                              | 1969 cm³                                                              | 1969 cm³                                                              | 1969 cm³                                                              | 1969 cm³                                                              | 1969 cm³                                                              | 1969 cm³                                                              | 1969 cm³                                                              | 1969 cm³                                                              |
| Verdichtungsverhältnis:                                           | 15,8 : 1                                                              | 15,8 : 1                                                              | 15,8 : 1                                                              | 15,8 : 1                                                              | 15,8 : 1                                                              | 15,8 : 1                                                              | 15,8 : 1                                                              | 15,8 : 1                                                              | 15,8 : 1                                                              | 15,8 : 1                                                              |
| max. Leistung bei min−1:                                          | 110 kW (150 PS) bei 4250/min                                          | 140 kW (190 PS) bei 4250/min                                          | 140 kW (190 PS) bei 4250/min                                          | 145 kW (197 PS) bei 4000/min                                          | 145 kW (197 PS) bei 4000/min                                          | 147 kW (200 PS) bei 4250/min                                          | 147 kW (200 PS) bei 4250/min                                          | 173 kW (235 PS) bei 4000/min                                          | 173 kW (235 PS) bei 4000/min                                          | 177 kW (240 PS) bei 4000/min                                          |
| max. Drehmoment bei min−1:                                        | 350 Nm bei 1500–2500/min                                              | 400 Nm bei 1750–2500/min                                              | 400 Nm bei 1750–2500/min                                              | 420 Nm bei 1750–2750/min                                              | 420 Nm bei 1750–2750/min                                              | 440 Nm bei 1750–2500/min                                              | 440 Nm bei 1750–2500/min                                              | 480 Nm bei 1750–2250/min                                              | 480 Nm bei 1750–2250/min                                              | 500 Nm bei 1750–2250/min                                              |
| Antriebsart, serienmäßig:                                         | Vorderradantrieb                                                      | Vorderradantrieb                                                      | Allradantrieb                                                         | Vorderradantrieb                                                      | Allradantrieb                                                         | Vorderradantrieb                                                      | Allradantrieb                                                         | Allradantrieb                                                         | Allradantrieb                                                         | Allradantrieb                                                         |
| Getriebe, serienmäßig:                                            | 6-Gang-Schaltgetriebe                                                 | 6-Gang-Schaltgetriebe                                                 | 6-Gang-Schaltgetriebe                                                 | 8-Gang-Geartronic                                                     | 8-Gang-Geartronic                                                     | 6-Gang-Schaltgetriebe                                                 | 6-Gang-Schaltgetriebe                                                 | 8-Gang-Geartronic                                                     | 8-Gang-Geartronic                                                     | 8-Gang-Geartronic                                                     |
| Getriebe, optional:                                               | —                                                                     | [8-Gang-Geartronic]                                                   | [8-Gang-Geartronic]                                                   | —                                                                     | —                                                                     | [8-Gang-Geartronic]                                                   | [8-Gang-Geartronic]                                                   | —                                                                     | —                                                                     | —                                                                     |
| Beschleunigung, 0–100 km/h:                                       | 10,2 s                                                                | 8,8 s [8,4 s]                                                         | 8,8 s [8,4 s]                                                         | 8,4 s                                                                 | 8,3 s                                                                 | 8,8 s [8,4 s]                                                         | 8,8 s [8,4 s]                                                         | 7,2 s                                                                 | 7,1 s                                                                 | 7,2 s                                                                 |
| Höchstgeschwindigkeit:                                            | 190 km/h 1                                                            | 205 km/h 1                                                            | 205 km/h                                                              | 180 km/h                                                              | 205 km/h 1                                                            | 205 km/h 1                                                            | 205 km/h                                                              | 220 km/h                                                              | 220 km/h 1                                                            | 220 km/h                                                              |
| Leergewicht:                                                      | 1920 kg                                                               | 1921 kg [1947 kg]                                                     | 1971 kg [2020 kg]                                                     | 1791 kg                                                               | 1950 kg                                                               | 1921 kg [1947 kg]                                                     | 1971 kg [2020 kg]                                                     | 2149 kg                                                               | 1950 kg                                                               | 2149 kg                                                               |
| Kraftstoffverbrauch auf 100 km (kombiniert, nach EWG-Richtlinie): | 5,0–5,2 l Diesel                                                      | 4,9–5,1 l Diesel [5,1–5,2 l Diesel]                                   | 5,3–5,5 l Diesel [5,5–5,8 l Diesel]                                   | 4,9–5,0 l Diesel                                                      | 5,4–5,8 l Diesel                                                      | 4,9–5,1 l Diesel [5,1–5,2 l Diesel]                                   | 5,3–5,5 l Diesel [5,5–5,8 l Diesel]                                   | 5,6–6,0 l Diesel                                                      | 5,4–5,8 l Diesel                                                      | 5,6–6,0 l Diesel                                                      |
| CO2-Emission, kombiniert:                                         | 131–136 g/km                                                          | 129–135 g/km [133–137 g/km]                                           | 139–145 g/km [144–153 g/km]                                           | 129–132 g/km                                                          | 142–151 g/km                                                          | 129–135 g/km [133–137 g/km]                                           | 139–145 g/km [144–153 g/km]                                           | 147–158 g/km                                                          | 142–151 g/km                                                          | 147–158 g/km                                                          |
| Tankinhalt:                                                       | 55 l                                                                  | 55 l                                                                  | 60 l                                                                  | 71 l                                                                  | 71 l                                                                  | 55 l                                                                  | 60 l                                                                  | 71 l                                                                  | 71 l                                                                  | 71 l                                                                  |
| Abgasnorm nach EU-Klassifikation:                                 | Euro 6d-TEMP                                                          | Euro 6d-TEMP                                                          | Euro 6b (ab 11/2017: Euro 6d-TEMP)                                    | Euro 6d                                                               | Euro 6d-TEMP (ab 07/2020: Euro 6d)                                    | Euro 6d-TEMP                                                          | Euro 6d-TEMP                                                          | Euro 6b (ab 11/2017: Euro 6d-TEMP)                                    | Euro 6d-TEMP (ab 07/2020: Euro 6d)                                    | Euro 6d-TEMP                                                          |

## Zulassungszahlen in Deutschland
Seit dem Marktstart bis einschließlich Dezember 2024 sind in der Bundesrepublik Deutschland insgesamt 189.950 Volvo XC60 neu zugelassen worden. Seit dem ersten vollen Verkaufsjahr 2009 ist das Fahrzeug mit Ausnahme von 2011 und 2022 die meistverkaufte Volvo-Baureihe in Deutschland.
|  |

|  |

|  |

|  |

|  |

|  |

|  |

|  |

|  |

|  |

|  |

|  |

|  |

|  |

|  |

|  |

|  |

|  |

|  |

|  |

|  |

|  |

|  |

|  |

|  |

|  |

|  |

|  |

|  |

|  |

|  |

|  |

|  |

|  |

|  |

|  |

|  |

|  |

|  |

|  |

|  |

|  |

|  |

|  |

|  |

|  |

|  |

|  |

|  |

|  |

|  |

|  |

|  |

|  |

|  |

|  |

|  |

|  |

|  |

|  |

|  |

|  |

|  |

|  |

|  |

|  |

|  |

|  |

|  |

|  |

|  |

|  |

|  |

|  |

|  |

|  |

|  |

|  |

|  |

|  |

|  |

|  |

|  |

|  |

|  |

|  |

|  |

|  |

|  |

|  |

|  |

|  |

|  |

|  |

|  |

|  |

|  |

|  |

|  |

|  |

|  |

|  |

|  |

|  |

|  |

|  |

|  |

|  |

|  |

|  |

|  |

|  |

|  |

|  |

|  |

|  |

|  |

|  |

|  |

|  |

|  |

|  |

|  |

|  |

|  |

|  |

|  |

|  |

|  |

|  |

|  |

|  |

|  |

|  |

|  |

|  |

|  |

|  |

|  |

|  |

|  |

|  |

|  |

|  |

|  |

|  |

|  |

|  |

|  |

|  |

|  |

|  |

|  |

|  |

|  |

|  |

|  |

|  |

|  |

|  |

|  |

|  |

|  |

|  |

|  |

|  |

|  |

|  |

|  |

|  |

|  |

|  |

|  |

|  |

|  |

|  |

|  |

|  |

|  |

|  |

|  |

|  |

|  |

|  |

|  |

|  |

|  |

|  |

|  |

|  |

|  |

|  |

|  |

|  |

|  |

|  |

|  |

|  |

|  |

|  |

|  |

|  |

|  |

|  |

|  |

|  |

|  |

|  |

|  |

|  |

|  |

|  |

|  |

|  |

|  |

|  |

|  |

|  |

|  |

|  |

|  |

|  |

|  |

|  |

|  |

|  |

|  |

|  |

|  |

|  |

|  |

|  |

|  |

|  |

|  |

|  |

|  |

|  |

|  |

|  |

|  |

|  |

|  |

|  |

|  |

|  |

|  |

|  |

|  |

|  |

|  |

|  |

|  |

|  |

|  |

|  |

|  |

|  |

|  |

|  |

|  |

|  |

|  |

|  |

|  |

|  |

|  |

|  |

|  |

|  |

|  |

|  |

|  |

|  |

|  |

|  |

|  |

|  |

|  |

|  |

|  |

|  |

|  |

|  |

|  |

|  |

|  |

|  |

|  |

|  |

|  |

|  |

|  |

|  |

|  |

|  |

|  |

|  |

|  |

|  |

|  |

|  |

|  |

|  |

|  |

|  |

|  |

|  |

|  |

|  |

|  |

|  |

|  |

|  |

|  |

|  |

|  |

|  |

|  |

|  |

|  |

|  |

|  |

|  |

|  |

|  |

|  |

|  |

|  |

|  |

|  |

|  |

|  |

|  |

|  |

|  |

|  |

|  |

|  |

|  |

|  |

|  |

|  |

|  |

|  |

|  |

|  |

|  |

|  |

|  |

|  |

|  |

|  |

|  |

|  |

|  |

|  |

|  |

|  |

|  |

|  |

|  |

|  |

|  |

|  |

|  |

|  |

|  |

|  |

|  |

|  |

|  |

|  |

|  |

|  |

|  |

|  |

|  |

|  |

|  |

|  |

|  |

|  |

|  |

|  |

|  |

|  |

|  |

|  |

|  |

|  |

|  |

|  |

|  |

|  |

|  |

|  |

|  |

|  |

|  |

|  |

|  |

|  |

|  |

|  |

|  |

|  |

|  |

|  |

|  |

|  |

|  |

|  |

|  |

|  |

|  |

|  |

|  |

|  |

|  |

|  |

|  |

|  |

|  |

|  |

|  |

|  |

|  |

|  |

|  |

|  |

|  |

|  |

|  |

|  |

|  |

|  |

|  |

|  |

|  |

|  |

|  |

|  |

|  |

|  |

|  |

|  |

|  |

|  |

|  |

|  |

|  |

|  |

|  |

|  |

|  |

|  |

|  |

|  |

|  |

|  |

|  |

|  |

|  |

|  |

|  |

|  |

|  |

|  |

|  |

|  |

|  |

|  |

|  |

|  |

|  |

|  |

|  |

|  |

|  |

|  |

|  |

|  |

|  |

|  |

|  |

|  |

|  |

|  |

|  |

|  |

|  |

|  |

|  |

|  |

|  |

|  |

|  |

|  |

|  |

|  |

|  |

|  |

|  |

|  |

|  |

|  |

|  |

|  |

|  |

|  |

|  |

|  |

|  |

|  |

|  |

|  |

|  |

|  |

|  |

|  |

|  |

|  |

|  |

|  |

|  |

|  |

|  |

|  |

|  |

|  |

|  |

|  |

|  |

|  |

|  |

|  |

|  |

|  |

|  |

|  |

|  |

|  |

|  |

|  |

|  |

|  |

|  |

|  |

|  |

|  |

|  |

|  |

|  |

|  |

|  |

|  |

|  |

|  |

|  |

|  |

|  |

|  |

|  |

|  |

|  |

|  |

|  |

|  |

|  |

|  |

|  |

|  |

|  |

|  |

|  |

|  |

|  |

|  |

|  |

|  |

|  |

|  |

|  |

|  |

|  |

|  |

|  |

|  |

|  |

|  |

|  |

|  |

|  |

|  |

|  |

|  |

|  |

|  |

|  |

|  |

|  |

|  |

|  |

|  |

|  |

|  |

|  |

|  |

|  |

|  |

|  |

|  |

|  |

|  |

|  |

|  |

|  |

|  |

|  |

|  |

|  |

|  |

|  |

|  |

|  |

|  |

|  |

|  |

|  |

|  |

|  |

|  |

|  |

|  |

|  |

|  |

|  |

|  |

|  |

|  |

|  |

|  |

|  |

|  |

|  |

|  |

|  |

|  |

|  |

|  |

|  |

|  |

|  |

|  |

|  |

|  |

|  |

|  |

|  |

|  |

|  |

|  |

|  |

|  |

|  |

|  |

|  |

|  |

|  |

|  |

|  |

|  |

|  |

|  |

|  |

|  |

|  |

|  |

|  |

|  |

|  |

|  |

|  |

|  |

|  |

|  |

|  |

|  |

|  |

|  |

|  |

|  |

|  |

|  |

|  |

|  |

|  |

|  |

|  |

|  |

|  |

|  |

|  |

|  |

|  |

|  |

|  |

|  |

|  |

|  |

|  |

|  |

|  |

|  |

|  |

|  |

|  |

|  |

|  |

|  |

|  |

|  |

|  |

|  |

|  |

|  |

|  |

|  |

|  |

|  |

|  |

|  |

|  |

|  |

|  |

|  | Benziner (10.382) |

|  | Benziner (10.382) |

|  | Diesel (122.392) |

|  | Diesel (122.392) |

|  | Hybrid (14.298) |

|  | Hybrid (14.298) |

|  | Benzin-Hybrid (13.747) |

|  | Benzin-Hybrid (13.747) |

|  | Diesel-Hybrid (25.962) |

|  | Diesel-Hybrid (25.962) |

|  | Benzin-PHEV (24.979) |

|  | Benzin-PHEV (24.979) |

## Auszeichnungen
- 2009: Top Safety Pick 2010[7]
- 2011: Allradauto des Jahres 2011[8]
- 2018: World Car of the Year 2018[9]

## Film und Fernsehen
- In den Fortsetzungen des US-amerikanischen Films Twilight – Biss zum Morgengrauen namens New Moon – Biss zur Mittagsstunde und Eclipse – Biss zum Abendrot fährt Robert Pattinson alias Edward Cullen einen XC60 T6 in savile grau metallic.
- Ab der fünften Staffel der US-amerikanischen Serie Desperate Housewives fährt Teri Hatcher alias Susan Mayer einen maple-roten XC60 T6.
- Ab der 20. Staffel in der Serie Forsthaus Falkenau fährt Martin Rombach einen silbernen XC60.